# Poljine
Poljine su naseljeno mjesto u općini Centar Sarajevo, Federacija BiH, BiH.
Poljine su danas elitno sarajevsko naselje.

## Stanovništvo
Nacionalni sastav stanovništva 1991. godine, bio je sljedeći:
ukupno: 161
- Srbi - 141
- Muslimani - 10
- Hrvati - 3
- Jugoslaveni - 2
- ostali, neopredijeljeni i nepoznato - 5